# Stefan Hess
Stefan Hess (* 1965 in Basel) ist ein Schweizer Historiker und Kunsthistoriker.

## Leben
Stefan Hess wuchs in Riehen auf und studierte an der Universität Basel Geschichte, Deutsche Literaturwissenschaft und Kunstgeschichte. Danach arbeitete er jahrelang als freischaffender Historiker. 2007 promovierte er im Fach Kunstgeschichte mit einer Arbeit über den Bildhauer Ferdinand Schlöth. Seit November 2008 arbeitet er an der Dokumentationsstelle der Gemeinde Riehen. Von 2009 bis Juni 2012 war er Leiter der Historischen Sammlung am Museum Aargau. Seit dem 1. Juli 2012 leitet er das Dichter- und Stadtmuseum Liestal. 
Er ist auch Verfasser zahlreicher Artikel im Historischen Lexikon der Schweiz. Seine Forschungsschwerpunkte liegen in der Sozial- und Kulturgeschichte der Region Basel.

## Schriften

### Monografien
- Der «Basler Ratstisch» von Johann Christian Frisch (= Basler Kostbarkeiten. Bd. 28). Baumann & Cie, Banquiers, Basel 2007, ISBN 978-3-9523034-5-0.
- mit Wolfgang Loescher: Möbel in Basel. Meisterstücke und Meisterstückordnungen. Historisches Museum, Basel 2007, ISBN 978-3-9523034-4-3.
- mit Bernhard Graf: Spielzeugmuseum Riehen. Gemeinde Riehen, Riehen 2010.
- mit Arlette Schnyder, Sibylle Meyrat, Isabel Koellreuter und Daniel Hagmann: Riehen – ein Portrait. Basel 2010, ISBN 978-3-7965-2672-5.
- Zwischen Winckelmann und Winkelried. Der Basler Bildhauer Ferdinand Schlöth (1818–1891). Berlin 2010, ISBN 978-3-86805-954-0 (Dissertation, Universität Basel, 2007).
- mit Wolfgang Loescher: Möbel in Basel. Kunst und Handwerk der Schreiner bis 1798. Christoph Merian Verlag, Basel 2012, ISBN 978-3-85616-545-1.
- mit Wolfgang Loescher: Weltklasse in Liestal. Die Kunstschreinerei Bieder (= Quellen und Forschungen zur Geschichte und Landeskunde des Kantons Basel-Landschaft. Bd. 98). Verlag des Kantons Basel-Landschaft, Liestal 2016, ISBN 978-3-85673-291-2.
- mit Albin Kaspar, Felix Ackermann und Christoph Matt: Häuser in Riehen und ihre Bewohner. Heft III: Das Unterdorf. Riehen 2017, ISBN 978-3-033-06504-8
- mit Hans-Rudolf Meier, Dorothea Schwinn Schürmann, Marco Bernasconi, Carola Jäggi, Anne Nagel und Ferdinand Pajor: Das Basler Münster (= Die Kunstdenkmäler des Kantons Basel-Stadt. Bd. 10). Basel 2019, ISBN 978-3-03797-573-2.
- Die Suche nach dem Stadtgründer. Spätmittelalterliche Ursprungsmythen in Basel und ihre neuzeitlichen Nachfolger, 198. Neujahrsblatt der GGG, Basel 2019, ISBN 978-3-7965-4102-5
- mit Albin Kaspar, Felix Ackermann, Jan Arni, Christoph Matt und Thomas Gisin: Häuser in Riehen und ihre Bewohner. Heft IV: Das Mitteldorf, Riehen 2022, ISBN 978-3-033-09384-3

### Herausgeberschaften
- mit Tomas Lochman: Basilea. Ein Beispiel städtischer Repräsentation in weiblicher Gestalt. Schwabe, Basel 2001, ISBN 3-7965-1737-4.
- mit Tomas Lochman: Klassische Schönheit und vaterländisches Heldentum. Der Basler Bildhauer Ferdinand Schlöth (1818–1891): Ausstellung, Skulpturhalle Basel, 10. Dezember 2004 bis 12. März 2005. Skulpturhalle, Basel 2004, ISBN 3-905057-20-4
- Rut Bischler. «Jedes Bild, das ich gemalt habe, ist wahr». Scheidegger & Spiess, Zürich 2018, ISBN 978-3-85881-596-5.
- Basel und Riehen. Eine gemeinsame Geschichte. Christoph Merian Verlag, Basel 2021, ISBN 978-3-85616-962-6.

### Aufsätze (Auswahl)
- Basler Vereine und Festspiele – Mit vereinten Kräften. In: MIMOS. Zeitschrift der Schweizerischen Gesellschaft für Theaterkultur. Nr. 4, 49. Jg., 1997, S. 27–31.
- Der Weinberg des Herrn Burgermeister. Johann Rudolf Wettstein als Weinproduzent. In: Basler Zeitschrift für Geschichte und Altertumskunde 98 (1998), S. 35–47 (doi:10.5169/seals-118400)
- Zwischen Verehrung und Versenkung. Zum Nachleben Kaiser Heinrichs II. in Basel. In: Basler Zeitschrift für Geschichte und Altertumskunde. Bd. 102 (2002), S. 83–143 (doi:10.5169/seals-118454)
- Sicherung der Rechtskontinuität oder die Macht der Gewohnheit. Marienbilder im nachreformatorischen Basel. In: David Ganz, Georg Henkel (Hrsg.): Rahmen-Diskurse. Kultbilder im konfessionellen Zeitalter. Reimer, Berlin 2004, ISBN 3-496-01312-5, S. 331–357.
- Ein Hallwyler setzt auf die Muttergottes im Himmel und auf den Bischof auf Erden. Zu einer 1631 datierten Stifterscheibe im Museum Aargau. In: Argovia, 2010, S. 149–157.
- Herrscherideale und ideale Frauen. Tugendallegorien im frühneuzeitlichen Basel. In: Basler Zeitschrift für Geschichte und Altertumskunde. Bd. 111 (2011), S. 115–154 (doi:10.5169/seals-391676).
- Zwischen Hobelbank und Pflug. In: Jahrbuch z’Rieche, 2012 (online)
- Der sogenannte Pestsarg von Mandach – ein aufschlussreiches Zeugnis frühneuzeitlicher Sepulkralkultur. In: Argovia. Bd. 125 (2013), S. 124–133.
- Wohnstube der Gläubigen statt Sakralraum. In: Jahrbuch z’Rieche, 2014, S. 104–111 (online).
- Die souveräne Stadtrepublik und ihr weibliches Antlitz. Zur Genese von Basels Stadtpersonifikation. In: Basler Zeitschrift für Geschichte und Altertumskunde. Bd. 115 (2015), S. 99–153.